# Dongusia
Dongusia is een geslacht van uitgestorven rauisuchide reptielen uit het Midden-Trias. De typesoort Dongusia colorata werd in 1940 benoemd door de Duitse paleontoloog Friedrich von Huene op basis van een enkele wervel. Dit bot, holotype  PIN 268/2, werd gevonden in het district Sol-Iletsky van de Russische oblast Orenburg in de Dunguz I-vindplaats, waarnaar de geslachtsnaam verwijst. De soortaanduiding betekent 'de gekleurde'.
Von Huene dacht dat Dongusia een primitieve archosauriform was. In de jaren 1960 werd Dongusia colorata opgenomen in het vroege archosauriforme geslacht Erythrosuchus. In 1970 werden overeenkomsten opgemerkt tussen de Dongusia-wervel en die van de rauisuchide Mandasuchus uit Tanzania. Men denkt nu dat de wervel tot een rauisuchide behoort, maar het geslacht Dongusia wordt als een nomen dubium beschouwd omdat er geen diagnostische kenmerken in het enkele bot zijn die het onderscheiden van andere rauisuchiden.